# Граховина, Доминик
Доминик Граховина (чеш. Dominik Hrachovina; 29 августа 1994, Брно, Чехия) — чешский хоккеист, вратарь. Чемпион Финляндии 2016 и 2017 годов в составе «Таппары». Играет за клуб «Мотор» из Ческе-Будеёвице.

## Карьера
С 2009 года играл в Чехии за юниорские команды «Комета Брно» и «Гавиржов». Перед началом сезона 2010/11 перебрался в Финляндию. В сезоне 2014/15 дебютировал в финской лиге за команду «Таппара». В составе «Таппары» становился чемпионом Финляндии в 2016 и 2017 годах, в 2018 году был серебряный призёром чемпионата Финляндии.
Весной 2018 года был впервые вызван в сборную Чехии для участия на чемпионате мира 2018 года, был третьим вратарём чешской сборной на турнире.
Летом 2018 года перешёл в клуб КХЛ «Барыс» из Астаны. В казахской команде Граховина провёл 1 сезон, после чего перешёл в клуб швейцарской лиги «Амбри-Пиотта».
7 ноября 2019 года Доминик Граховина подписал контракт с клубом чешской Экстралиги «Били Тигржи Либерец». «Либерец» был одним из главных претендентов на чемпионский титул, но сезон не был доигран из-за пандемии коронавируса.
Сезон 2020/21 он вновь провёл в составе финской «Таппары». Год получился не очень удачным: Граховина сыграл всего лишь 18 матчей, а команда остановилась в шаге от тройки призёров, заняв 4 место.
В мае 2021 года было объявлено о переходе Граховины в клуб «Мотор» из Ческе-Будеёвице.

## Достижения

### Командные
Чемпион Финляндии 2016 и 2017
 Серебряный призёр чемпионата Финляндии 2018

### Личные
- Лучший вратарь плей-офф финской лиги 2017 по коэффициенту надёжности (1.47) и проценту отражённых бросков (93.8)
- Лучший вратарь чешской Экстралиги 2019 по коэффициенту надёжности (1.95)

## Семья
Его отец, Петр Граховина (род.04.03.1970 г.) — бывший вратарь, выступавший в низших лигах Чехии. С сезона 2013/14 является тренером вратарей клуба «Зноймо».